# Chińskie węzełki

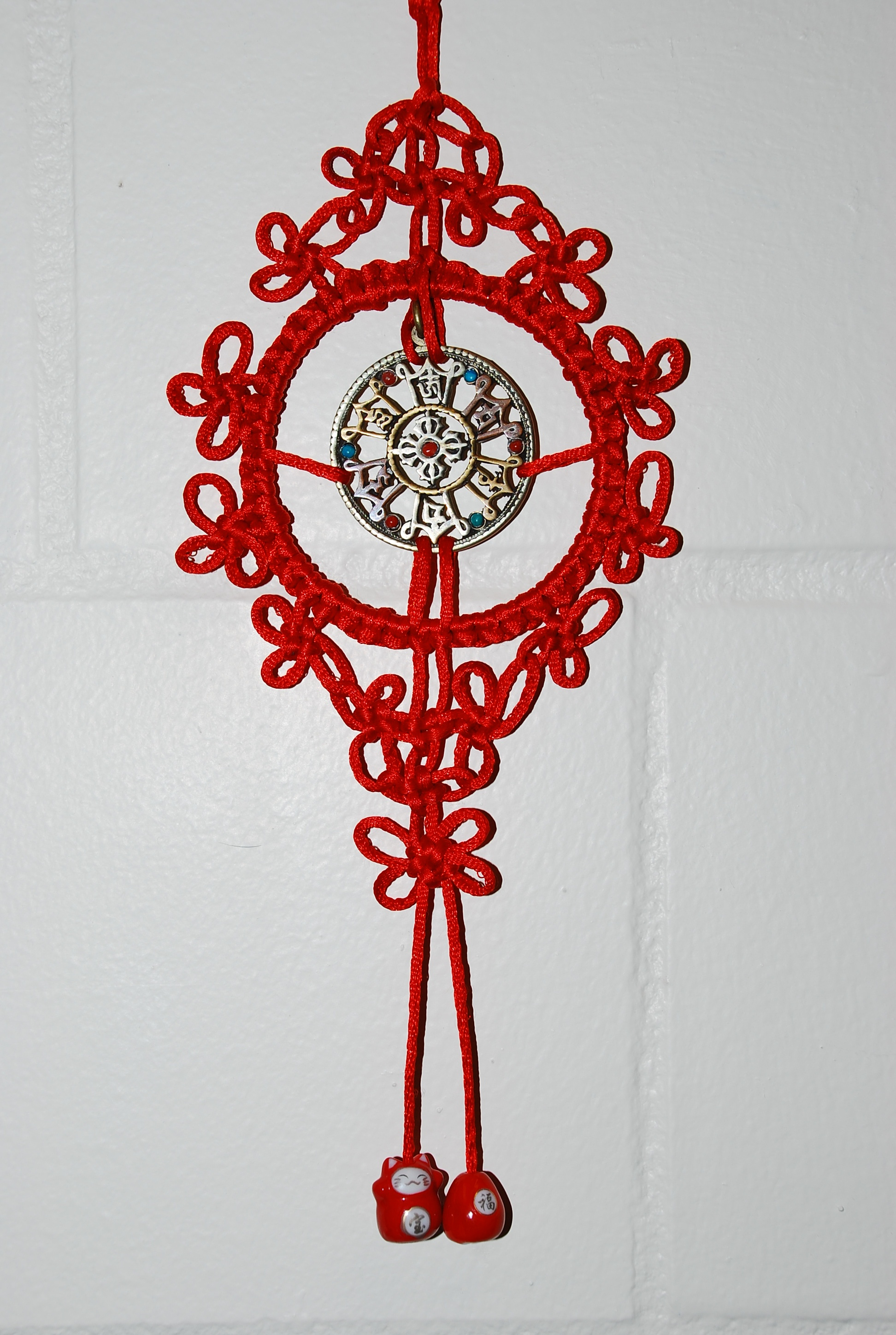
Współczesne chińskie węzełki, służące jako ozdoba

Chińskie węzełki (chiń. upr. 中国结; chiń. trad. 中國結; pinyin Zhōngguó jié) – popularna chińska ozdoba w postaci artystycznie splątanych sznurków. Służą często jako ozdoby noworoczne czy dekoracje w świątyniach. Rozpowszechnione od czasów dynastii Tang, symbolizują siłę, harmonię, jedność i miłość.
Ozdoba wywodzi się z dawnego pisma węzełkowego, używanego w starożytnych Chinach. Wspominają o nim źródła z połowy pierwszego tysiąclecia p.n.e., m.in. jeden z komentarzy o trygramach do Księgi Przemian oraz Daodejing (rozdz. 80). Jeszcze w II w. n.e. historyk Zheng Xuan pisał, że w przeszłości używano węzłów do zapisywania wiadomości o ważnych wydarzeniach. W przeciwieństwie do południowoamerykańskiego kipu, chińskie pismo węzełkowe nie przetrwało do naszych czasów. Ze względu na nietrwałość nośnika zniszczeniu uległy jego zabytki. Z tego powodu jest ono mało zbadane. Uważa się jednak, że wywarło ono wpływ na pismo chińskie, m.in. liczebniki, a także na chińską sztukę ludową.